# Familien Addams (1992 tv-serie)
 For alternative betydninger, se Familien Addams (flertydig). (Se også artikler, som begynder med Familien Addams)
Familien Addams (The Addams Family) er en amerikansk animeret tv-serie fra 1992-1993, skabt af tegnefilmsstudiet Hanna-Barbera, også kendt for Familien Flintstone, Familien Jetson, Top Cat.
Familien Addams blev tidligere sendt på Cartoon Network.

## Danske stemmer
- Gomez Addams: Donald Andersen
- Onkel Fester: Hans Henrik Bærentsen
- Pugsley Addams: Lars Thiesgaard
- Wedneday Addams: Vibeke Dueholm